# Mohamed Elyounoussi
Mohamed Elyounoussi (Alhucemas, Marruecos, 4 de agosto de 1994) es un futbolista noruego. Juega de centrocampista y su equipo es el F. C. Copenhague de la Superliga de Dinamarca.
Es primo del también futbolista Tarik Elyounoussi.

## Clubes
| Club                  | País       | Año       |
| --------------------- | ---------- | --------- |
| Sarpsborg 08 FF       | Noruega    | 2011-2014 |
| Molde FK              | Noruega    | 2014-2016 |
| F. C. Basilea         | Suiza      | 2016-2018 |
| Southampton F. C.     | Inglaterra | 2018-2023 |
| Celtic F. C. (cedido) | Escocia    | 2019-2021 |
| F. C. Copenhague      | Dinamarca  | 2023-     |

## Palmarés

### Campeonatos nacionales
| Título                     | Club             | País      | Año     |
| -------------------------- | ---------------- | --------- | ------- |
| Tippeligaen                | Molde FK         | Noruega   | 2014    |
| Copa de Noruega            | Molde FK         | Noruega   | 2014    |
| Superliga de Suiza         | F. C. Basilea    | Suiza     | 2016-17 |
| Copa de Suiza              | F. C. Basilea    | Suiza     | 2016-17 |
| Copa de la Liga de Escocia | Celtic F. C.     | Escocia   | 2019-20 |
| Scottish Premiership       | Celtic F. C.     | Escocia   | 2019-20 |
| Copa de Escocia            | Celtic F. C.     | Escocia   | 2019-20 |
| Superliga de Dinamarca     | F. C. Copenhague | Dinamarca | 2024-25 |
| Copa de Dinamarca          | F. C. Copenhague | Dinamarca | 2024-25 |